# Ramli (Landwirtschaftssystem)

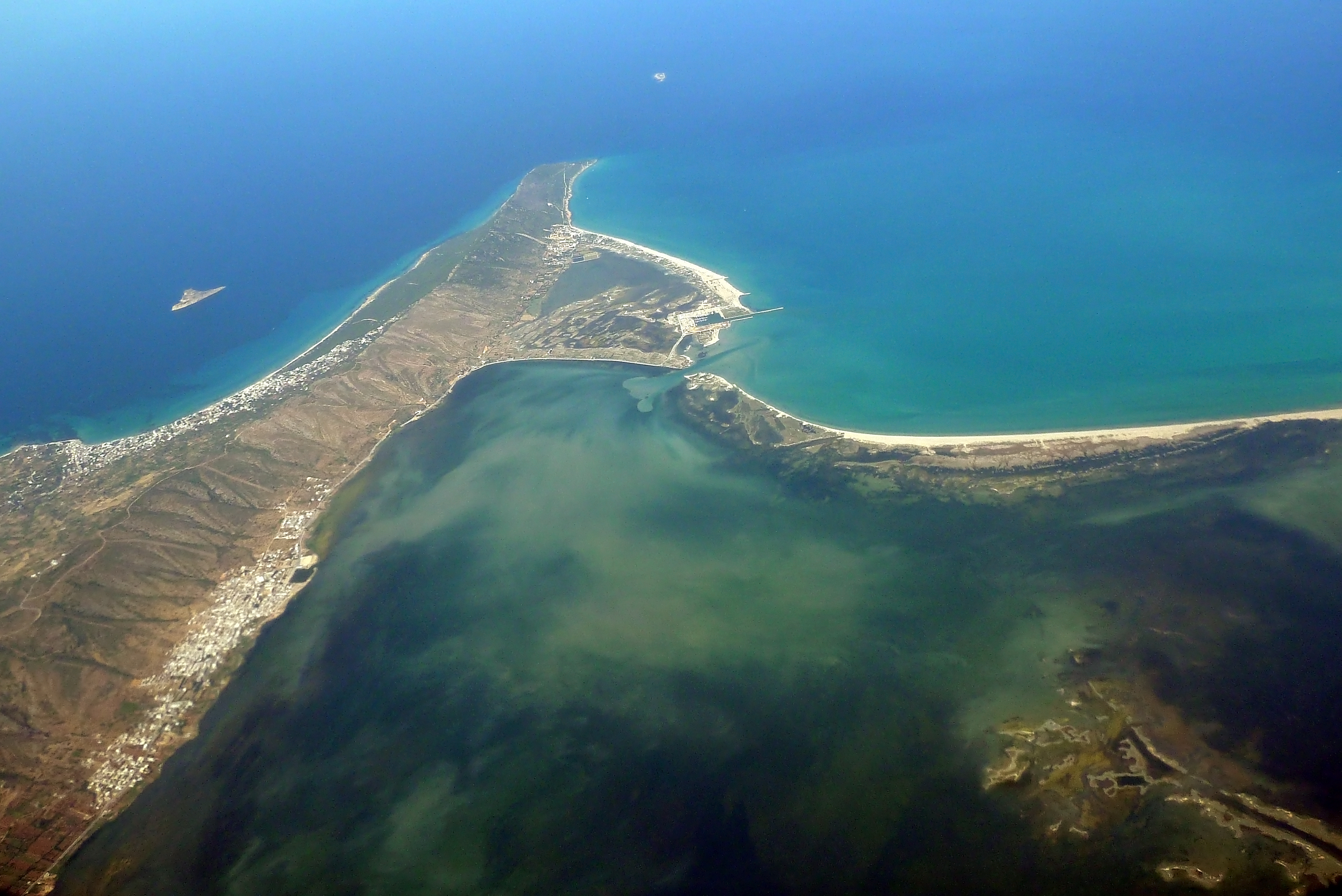
Luftaufnahme der Lagune von Ghar el-Melh mit der Lagune von Sidi Ali el-Mekki im Hintergrund

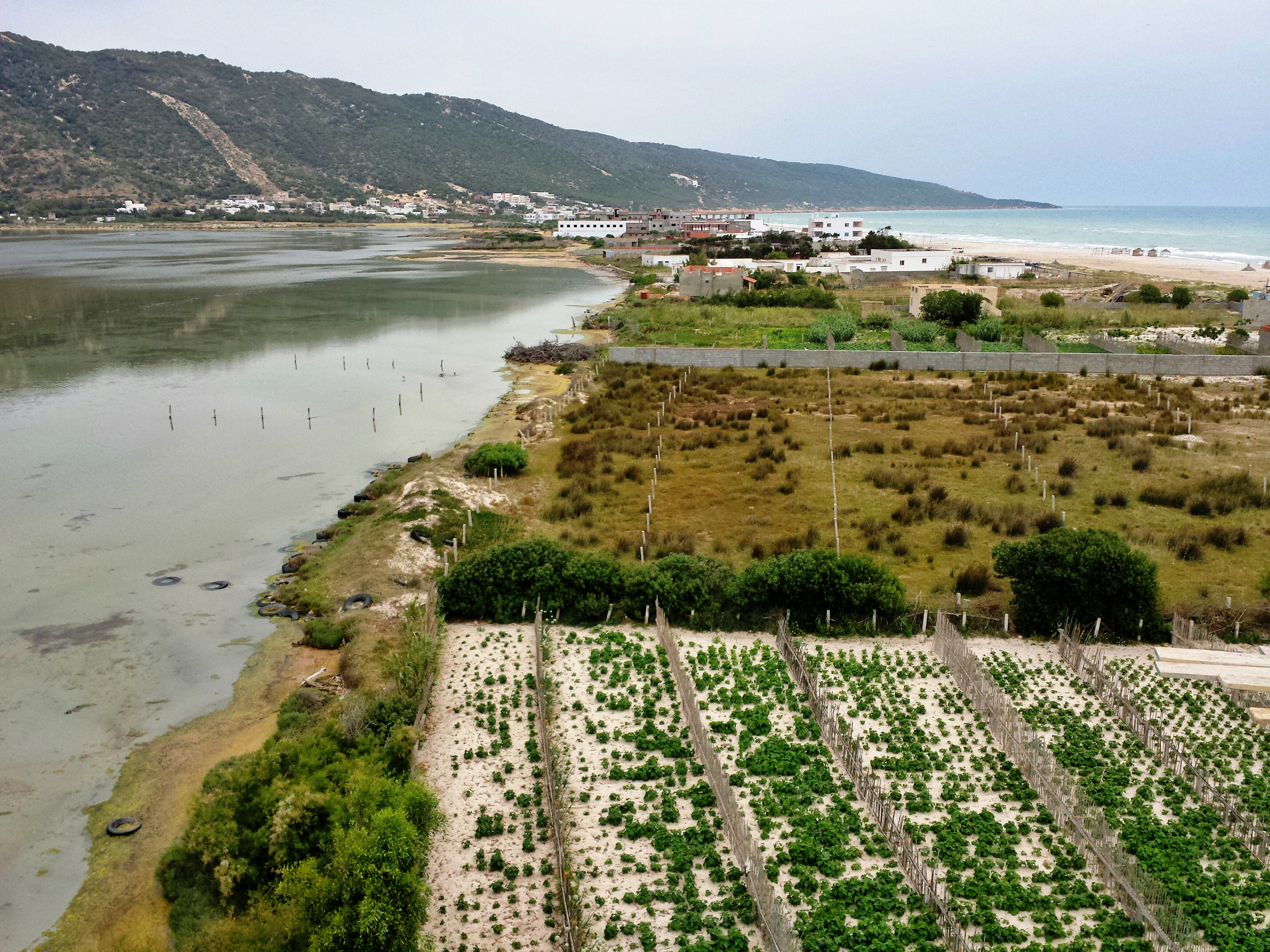
Ramli-Felder am Rand der Lagune

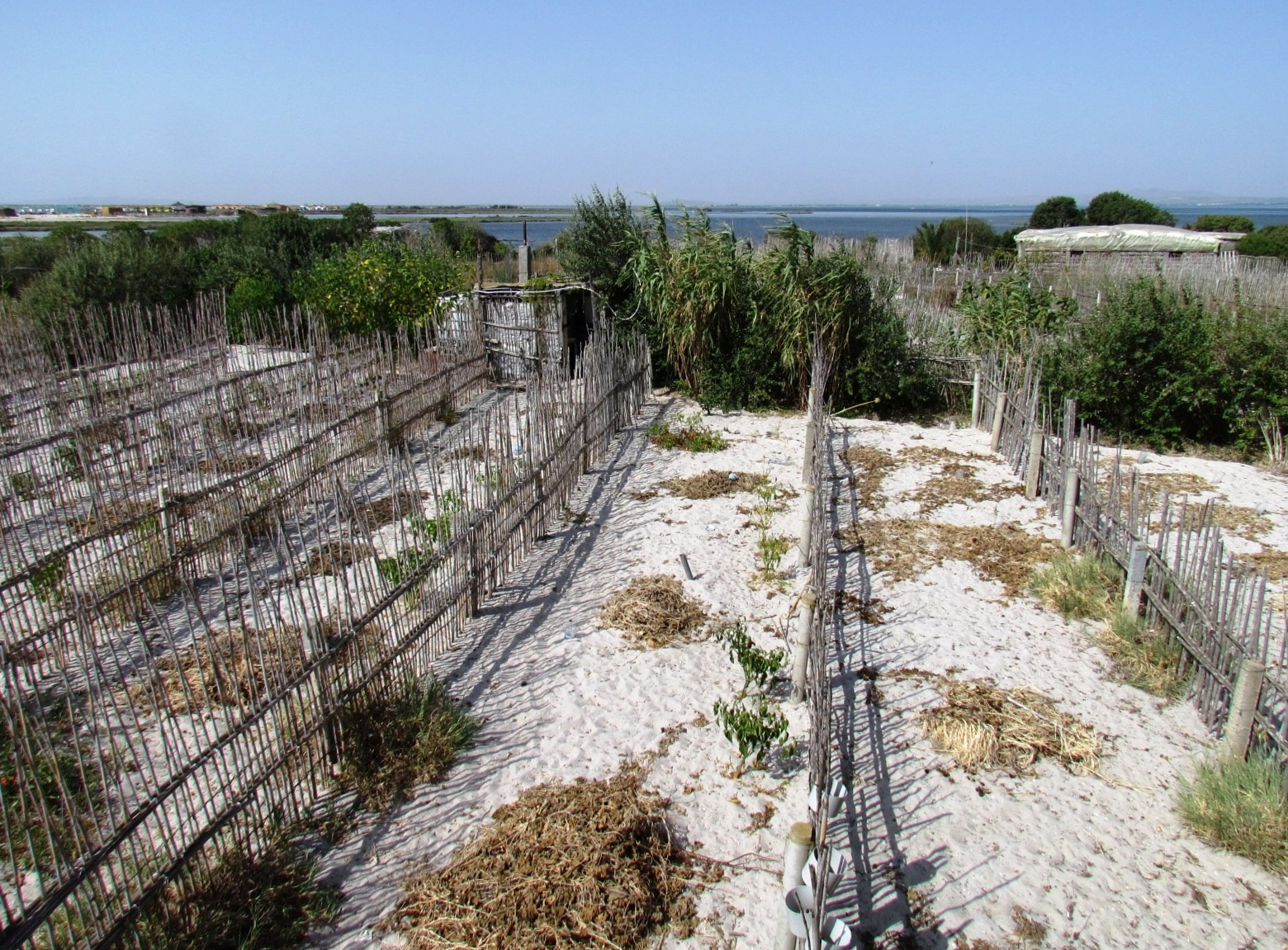
Windschutzzäune

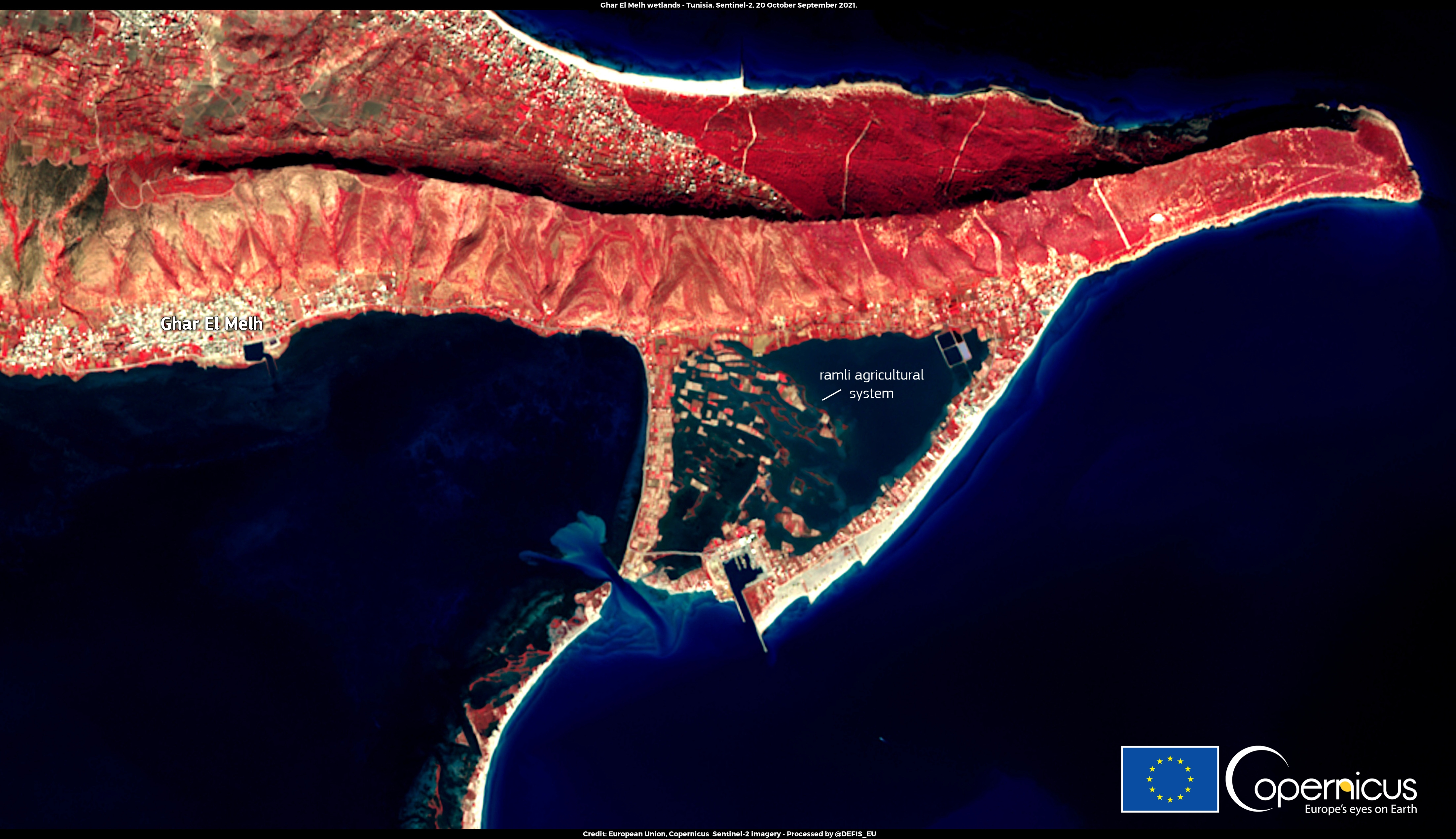
Satellitenaufnahme der Lagune von Sidi Ali el-Mekki aus dem Copernicus-Programm mit den Guettayas in der Mitte

Ramli (arabisch رملي, DMG ramlī ‚auf Sand‘) ist eine weltweit einzigartige Form der Feldwirtschaft, die am Rand der Lagune von Ghar el-Melh in Tunesien betrieben wird.

## Beschreibung
Die Ramli-Felder wurden auf flachen, teilweise künstlich aufgeschütteten Sandbänken angelegt. Sie kommen praktisch ohne künstliche Bewässerungssysteme aus – es handelt sich also um eine besondere Form des Regenfeldbaus. Das Regenwasser versickert zunächst im porösen Untergrund, bis es das tiefer liegende, vom Meer her eingedrungene Salzwasser erreicht. Aufgrund der geringeren Dichte des Süßwassers schwimmt es auf dem Salzwasser, ohne sich mit ihm zu vermischen, und wird so gespeichert. Bei Flut dringt Meerwasser in die Lagune ein, der Flüssigkeitsspiegel des Salzwassers unter den Feldern steigt an und drückt das aufliegende Süßwasser mit nach oben, so dass die Wurzeln der Pflanzen es erreichen können, bei Ebbe sinkt mit dem Salzwasser auch das Süßwasser wieder ab. Die Gezeiten des Meeres sorgen also zwei Mal am Tag für die Bewässerung der Pflanzen mit Süßwasser. Auf diese Weise können auf den Feldern das ganze Jahr über ohne künstliche Bewässerung Pflanzen wachsen, auch in der Trockenperiode.
Die Bewirtschaftung der Ramli-Felder erfordert eine ständige Gratwanderung. Die Bauern müssen den Grundwasserspiegel beobachten und dafür sorgen, dass die Oberfläche ihrer Felder immer im richtigen Abstand zu diesem bleibt. Liegen die Felder zu tief, gelangt Salzwasser an die Wurzeln und die Pflanzen gehen ein. Liegen die Felder jedoch zu hoch, können die Wurzeln auch das Süßwasser nicht mehr erreichen und die Pflanzen vertrocknen. Als ideal gilt eine Sandschicht mit einer Dicke von 40 Zentimetern. Der Tidenhub in der Lagune beträgt zwischen 20 und 30 Zentimeter.
Um die Pflanzen vor dem vor allem aus westlicher Richtung wehenden Wind zu schützen, sind die Felder in etwa vier Meter breite Streifen eingeteilt, die annähernd in Nord-Süd-Richtung verlaufen und durch einfache Zäune aus Schilf voneinander getrennt sind.
Produziert wird in erster Linie für den lokalen Markt, insbesondere Kartoffeln, Gartenbohnen und Zwiebeln. In kleinerem Maßstab (hauptsächlich für den Eigenbedarf) werden auch Spanischer Pfeffer, Ackerbohnen und Kürbisse angebaut, ebenso Tomaten, Knoblauch, Melonen und Zucchini sowie Feigen. Zwar werden im Wesentlichen gängige Sorten angebaut, die Bauern legen aber auch großen Wert auf die Erhaltung lokaler Varietäten.
Gedüngt wird vorwiegend mit Mist.
Das Gebiet mit den Ramli-Feldern erstreckt sich entlang des Uferstreifens in der nördlichen Hälfte der Lagune von Ghar el-Melh sowie über die angrenzende Lagune von Sidi Ali el-Mekki. Dabei werden die Felder in vier Gruppen aufgeteilt: Diejenigen auf der Nehrung zwischen den beiden Lagunen werden edhriï genannt, die Felder auf der Nehrung zwischen der Lagune von Sidi Ali el-Mekki und dem Meer el Hay. Innerhalb der Lagune von Sidi Ali el-Mekki befinden sich auch zahlreiche kleine Inseln mit Feldern, genannt Guettayas. Die Felder entlang der Küstenlinie in der nördlichen Hälfte der Lagune von Ghar el-Melh werden mlellah genannt. Letztere befinden sich auf urbar gemachtem Sumpfland und besitzen daher Entwässerungsgräben, um überschüssiges Wasser in die Lagune zu leiten. Die passive Bewässerung der Pflanzen nach dem Ramli-System geschieht jedoch nach dem gleichen Prinzip wie bei den anderen Feldern.

## Geschichte
Die Ramli-Landwirtschaft wurde vermutlich im 17. Jahrhundert von jüdischen und muslimischen Siedlern begründet, die aufgrund der Reconquista aus Andalusien geflohen waren.
2007 wurden die Lagune von Ghar el-Melh und das angrenzende Delta des Flusses Medjerda in die Liste der Ramsar-Stätten aufgenommen und damit als Feuchtgebiet von internationaler Bedeutung, insbesondere als Lebensraum für Wasser- und Watvögel anerkannt.
2020 wurde das Ramli-Landwirtschaftssystem in die Liste der Globally Important Agricultural Heritage Systems (GIAHS) der FAO aufgenommen. Im Juni 2024 brachte die tunesische Post eine Serie von drei Briefmarken heraus, die die drei tunesischen GIAHS-Stätten zeigen. Auf der Marke mit dem höchsten Nennwert von 3 Tunesischen Dinar sind die Ramli-Felder von Ghar el-Melh dargestellt.

## Gefährdung durch den Klimawandel
Durch den Klimawandel ist die Ramli-Feldwirtschaft heute stark bedroht. Seit Ende der 2010er Jahre haben sich sowohl die Dauer der Regenperiode als auch die Niederschlagsmengen deutlich verringert. Die Ernteerträge sind bereits spürbar zurückgegangen. Mit dem steigenden Meeresspiegel wird sich auch die Oberfläche des Salzwassers im Untergrund heben. Projektionen gehen davon aus, dass Ghar el-Melh bis zum Ende des 21. Jahrhunderts komplett überschwemmt sein wird.

## Statistisches
Die Landwirtschaftsbetriebe von Ghar el-Melh sind relativ klein – etwa 81 % haben eine Anbaufläche von weniger als 5 ha. Insgesamt bedecken die Felder eine Fläche von 200 ha.
Die folgende Tabelle zeigt die durchschnittlichen Feldgrößen und Erträge der wichtigsten Feldfrüchte sowie zum Vergleich die Erträge in Deutschland im Jahr 2022:
|              | Feldgröße (ha) | jährlicher Ertrag (t/ha) | Ertrag in DE in 2022 (t/ha)              |
| ------------ | -------------- | ------------------------ | ---------------------------------------- |
| Kartoffeln   | 0,275          | 22 bis 30                | 40,11                                    |
| Gartenbohnen | 0,200          | 3,6 bis 7                | 9,64 (Buschbohnen) 11,74 (Stangenbohnen) |
| Zwiebeln     | 0,174          | 28 bis 33                | 38,37                                    |